# Jóvenes Conservadores (Reino Unido)
Jóvenes Conservadores (en inglés: Young Conservatives), abreviado como YC, es el ala juvenil del Partido Conservador británico, reservado para miembros de 25 años o menos. La organización comparte los mismos valores y políticas que su partido político matriz. Las ramas colegiales y universitarias no se incluyen en este grupo, ya que funcionan de forma independiente.
YC es una organización tanto política como social, con el objetivo de unir a los jóvenes conservadores y alentarlos a participar en las campañas.

## Orígenes
La Liga Imperial y Constitucional Juvenil se formó en 1906 con el objetivo de fomentar el trabajo político práctico y la organización entre los jóvenes de Gran Bretaña. Se establecieron asociaciones juveniles en cada división parlamentaria y en todo el Imperio británico, cooperando estrechamente con asociaciones conservadoras y unionistas con la ambición de crear la unidad imperial y promover la causa conservadora y unionista.
En 1925 se formó la Organización de Jóvenes Británicos como la rama juvenil de la Unión Nacional de Asociaciones Conservadoras y Unionistas. Cerró durante la Segunda Guerra Mundial.
Después de que el Partido Conservador sufriera una derrota catastrófica en las elecciones generales de 1945, la Organización de Jóvenes Británicos se reformó para atender a niños de entre 6 y 16 años, mientras que los Jóvenes Conservadores se establecieron para atender a un grupo de mayor edad.

## Historia
Los Jóvenes Conservadores atrajeron a un gran número de seguidores y, en 1955, contaron con una membresía de 150.000 jóvenes. Esto lo convirtió en el movimiento juvenil político más grande en una democracia liberal.
La organización llegó a contar con un máximo de aproximadamente 250.000 miembros. En 1998, el líder conservador William Hague anunció la disolución de YC y el lanzamiento de una nueva organización, Futuro Conservador.
En 1998, Futuro Conservador se lanzó como el nuevo ala juvenil. En 2006, era la organización política más grande en los campus británicos.
El 19 de noviembre de 2015, todo el ejecutivo de la organización fue suspendido y el ala juvenil quedó bajo el control directo del Partido Conservador. Finalmente, Futuro Conservador quedó disuelto.
En 2018, tras el nombramiento de Ben Bradley como vicepresidente del Partido Conservador, y con un enfoque en los miembros jóvenes, el partido anunció en su foro de primavera que estaba relanzando una rama juvenil con el nombre original de 'Jóvenes Conservadores'.